# Лоссман, Артур
Артур Александр Лоссман (эст. Arthur Lossmann; 5 октября 1877, Вана-Вяндра, Пярнумаа, Эстляндская губерния, Российская империя — 1 сентября 1972, Лондон , Великобритания) — эстонский государственный и военный деятель, военный врач Эстонской армии во время войны за независимость Эстонии, начальник военно-санитарной службы Армии обороны Эстонии, генерал-майор.
Видный специалист военной медицины Эстонии.

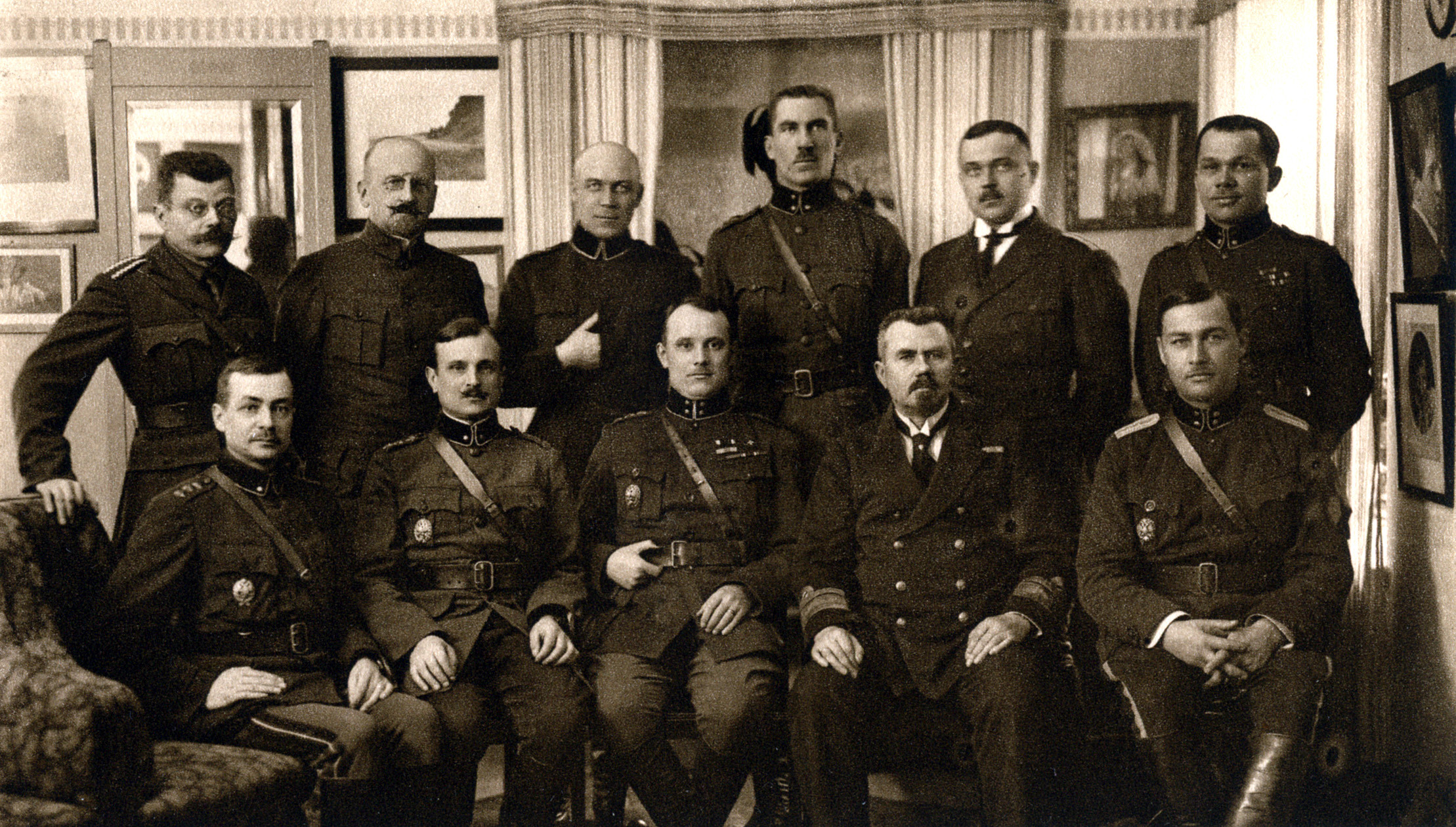
Главное командование эстонской армии в 1920 году, слева вверху: генерал-майор Эрнест Пыддер, доктор Артур Лоссманн, генерал-майор Александр Тыниссон, полковник Карл Партс, полковник Виктор Пушкарь, полковник Яан Ринк. Слева внизу: генерал-майор Андрес Ларка, генерал-майор Яан Сотс, главнокомандующий генерал-лейтенант Йохан Лайдонер, адмирал Йохан Питка и полковник Рудольф Рейманн

## Биография
В 1904 году окончил Санкт-Петербургскую Императорскую медико-хирургическую академию. С 1907 по 1914 год служил в Санкт-Петербурге в учреждениях военной медицины. В качестве военного врача участвовал в русско-японской , Первой мировой войне и войне за независимость Эстонии. Был главным врачом 1-го Таллинского военного госпиталя.
В 1920—1935 годах руководил Управлением здравоохранения Вооруженных сил Эстонии, с 1922 года — генерал-майор медицинской службы.
В 1935 году был освобожден от военной службы по возрасту и назначен консультантом Сил обороны Эстонии.
Во время Второй мировой войны в 1944 году бежал в Германию, а с 1947 года жил в Англии, где и умер в 1972 году. В 1998 году прах генерала был перезахоронен на Военном кладбище Таллина.
В апреле 1964 года был избран почётным членом Общества офицеров Эстонии в Швеции.